# Jeníkovice (Pardubicei járás)
Jeníkovice település Csehországban, a Pardubicei járásban. Jeníkovice Barchov, Bezděkov, Klešice, Svinčany, Choltice és Jezbořice településekkel határos. Lakosainak száma 242 fő (2024. január 1.).

## Népesség
A település lakosságának változását az alábbi diagram mutatja:
| Lakosok száma | 387  | 395  | 409  | 268  | 246  | 231  | 246  | 243  | 239  | 242  |
|               | 1869 | 1890 | 1921 | 1950 | 1980 | 2001 | 2017 | 2019 | 2022 | 2024 |